# Hossein Vafaei
Hossein Vafaei Ayouri (persisch حسین وفایی ایوری, DMG Ḥosayn Wafāyī Ayūrī; * 14. September 1994 in Abadan) ist ein iranischer Snookerspieler. Vafaei wurde 2012 Profispieler. Durch seinen Sieg beim Snooker Shoot-Out 2022 wurde er der erste Iraner, der ein Profiturnier in seiner Sportart gewann.

## Karriere

### Anfänge als Amateur
Hossein Vafaei wuchs in der Nachbarschaft eines Snookerclubs auf und entdeckte dort seine Leidenschaft für den Queuesport. Als er es zeitlich nicht mehr mit seinem Fußballtraining überein bringen konnte, entschied er sich für Snooker. Er lernte das Spiel ohne professionelle Trainer.
Mit 14 Jahren nahm Vafaei 2009 an der U21-Asienmeisterschaft teil, schied aber mit drei Siegen aus fünf Spielen in der Gruppenphase aus. Später im Jahr nahm er an der U21-Amateurweltmeisterschaft teil und zog bis ins Achtelfinale ein, in dem er aber Liu Chuang unterlag. Ein Jahr später nahm er an den Asienspielen 2010 in Guangzhou teil und erreichte dort das Achtelfinale. Zudem erreichte er bei der Amateurweltmeisterschaft ebenfalls das Achtelfinale. 2011 schied er bei der Asienmeisterschaft in der Gruppenphase aus, erreichte aber beim U21-Pendant das Finale. Dort verpasste er durch eine 3:7-Niederlage gegen den Chinesen Cao Yupeng knapp die Qualifikation für die Snooker Main Tour. Dennoch erhielt er in der anschließenden Profi-Saison durch Wildcards die Startberechtigung für das Shanghai Masters und die China Open, verlor aber beide Spiele.
Noch im Jahr 2011 glückte ihm aber endgültig die Qualifikation für die Profitour, als er im Finale der Amateurweltmeisterschaft den Waliser Lee Walker mit 10:9 besiegte. Mit 17 Jahren und 80 Tagen war er der jüngste Titelträger dieses Turniers. Kurz danach siegte er auch bei der U21-Asienmeisterschaft, als er im Finale Zhang Anda mit 6:2 besiegte. Ebenfalls 2012 erreichte er noch das Halbfinale der Haupt-Asienmeisterschaft, in dem er sich aber Aditya Mehta aus Indien geschlagen geben musste. Wenig später begann seine Profikarriere.

### Erste Profijahre mit Visa-Problemen
Vafaeis erste Profisaison war die Spielzeit 2012/13, in der er wegen Visumsproblemen mit den britischen Behörden nur an wenigen Turnieren teilnehmen konnte. Immerhin bekam er eine Aufenthaltserlaubnis für Irland und konnte in Navan mit irischen Snookerprofis wie Ken Doherty und Fergal O’Brien trainieren. Davon abgesehen nahm er an zwei in Asien stattfindenden Turnieren teil, wobei er beim zweiten Asien-Event der Players Tour Championship die Runde der letzten 64 und beim Six-Red-Snookerturnier 6-Red World Championship das Achtelfinale erreichte. Dadurch konnte er sich gerade mal auf Rang 97 der Weltrangliste platzieren. In der nächsten Saison setzten sich jedoch seine Visumsprobleme fort. Er nahm nur an der 6-Red World Championship teil, wo er in der Gruppenphase ausschied. Da dieses Turnier keinen Einfluss auf die Weltrangliste hatte, rutschte er auf dieser auf Rang 130 ab, womit er die Direktqualifikation für die nächste Saison ab Rang 64 weit verfehlte.
Schon im Jahr 2013 nahm Vafaei verstärkt an Amateurturnieren teil und erreichte bei den Asian Indoor & Martial Arts Games sowohl im normalen Snooker als auch im Six-Red-Snooker das Viertelfinale, womit er eine Medaille nur knapp verpasste. Ebenso nahm er an den World Games 2013 teil und verlor im Wettbewerb „Snooker Herren“ sein Auftaktspiel. 2014 erreichte er bei der U21-Weltmeisterschaft das Finale, in dem er sich mit einem 8:3-Sieg über Josh Boileau erneut für die Profitour qualifizierte. Er spielte während des Turniers das erste Maximum Break der Turniergeschichte. Die Startberechtigung galt jedoch lediglich für die Saisons 2015/16 und 2016/17, ehe der Weltverband Vafaei wegen den vorherigen Visaproblemen auch für die erst anstehende Spielzeit 2014/15 eine Startberechtigung erteilte.
Doch auch in der Saison 2014/15 konnte Vafaei kaum ein Spiel spielen; es dauerte bis Februar 2015, ehe er im fünften Anlauf ein Einreisevisum bekam und erstmals in England spielen durfte. Zuvor hatte er bei der  6-Red World Championship sein Ergebnis von vor zwei Jahren übertroffen und das Viertelfinale erreicht, in dem er gegen Dominic Dale ausschied. Sein erstes Profispiel auf britischem Boden bestritt er im Rahmen der Qualifikation für die Snookerweltmeisterschaft, verlor es aber mit 3:10 gegen Anthony McGill. Auf der Weltrangliste war er demzufolge auf Rang 124 geführt, was erneut nicht für eine Qualifikation für die nächste Saison gereicht hätte, hätte er nicht die Startberechtigung für diese schon gehabt.

### Erste Profijahre unter normalen Bedingungen
Mit der Saison 2015/16 begann dann die Profikarriere von Vafaei unter normalen Bedingungen. Zwar musste er weiter in Irland leben, und auch dieses Visum lief nach einem Jahr wieder aus, er konnte aber die Qualifikationsturniere in Großbritannien bestreiten. Allerdings war diese Saison von Auftaktniederlagen geprägt, auch wenn er die Saison mit einer Teilnahme an der Runde der letzten 32 respektive der ersten Hauptrunde der Australian Goldfields Open begonnen hatte und anschließend mit einer Teilnahme an der dritten von vier Qualifikationsrunden des Shanghai Masters fortgesetzt hatte. Im weiteren Saisonverlauf gewann er lediglich bei den Gibraltar Open und in der Qualifikation für die Snookerweltmeisterschaft ein Spiel und schied dann aus, beim zuerst genannten Turnier sogar nur dank der kampflosen Aufgabe seines Gegners Gerard Greene. Auf der Weltrangliste wurde er zum Saisonende auf Rang 90 geführt.
Zwar war auch die nächste Saison von Auftaktniederlagen geprägt, doch sie verlief wesentlich besser als die vorherige Saison. Er erreichte unter anderem zweimal die Runde der letzten 64 sowie ein weiteres Mal mit der Runde der letzten 48 in der Qualifikation für die Snookerweltmeisterschaft die letzte Qualifikationsrunde. Er zog bei den Welsh Open ins Achtelfinale und bei den Northern Ireland Open ins Viertelfinale ein. Sein bestes Saisonergebnis erzielte er jedoch bei den China Open, als er unter anderem mit einem Sieg über Judd Trump bis ins Halbfinale einzog und dort Mark Williams unterlag. Dadurch sprang er auf der Weltrangliste auf Rang 59, wodurch er auf der Profitour bleiben durfte.
Kurz nach Beginn der Saison 2017/18 nahm Vafaei an den Billard-Wettbewerben der Asian Indoor & Martial Arts Games 2017 teil. Dabei erreichte er zweimal das Finale; er verlor im Einzelwettbewerb im Snooker gegen Zhao Xintong, besiegte aber mit seinen iranischen Teamkollegen im Teamwettbewerb das Team Katar. Auch die Profisaison hatte für Vafaei einen positiven Verlauf, bei einem Großteil der Turniere schied er frühestens in der Runde der letzten 64 aus, zweimal erreichte er auch mindestens das Achtelfinale. Während er bei den Indian Open in dieser Runde verlor, zog er bei den English Open bis ins Viertelfinale ein und verlor dort gegen Kyren Wilson. Auf der Weltrangliste verbesserte er sich infolgedessen auf Rang 45.

### Jahre in den Top 40
In der Saison 2018/19 erreichte Vafaei bei fast der Hälfte aller Turniere mindestens die Runde der letzten 32, wobei er in dreien von sechs Turniueren diese Runde auch überstand. Dabei schied er bei der China Championship und bei den China Open, in denen ihm ein 146er-Break gelang, im Achtelfinale aus, wohingegen er sich bei den Welsh Open erst im Halbfinale geschlagen geben musste. In diesem unterlag er, unter anderem nach einem Sieg über Mark Selby, dem Australier Neil Robertson. Auf der Weltrangliste verbesserte er sich um fünf weitere Plätze und wurde nun auf Rang 40 geführt.
Die Saison 2019/20 war jedoch von Auftaktniederlagen geprägt: Lediglich fünfmal gewann er seine Auftaktpartie, gab dabei einmal kampflos auf, schied einmal in der Runde der letzten 64 aus, und musste sich zweimal in der Runde der letzten 32 geschlagen geben. Sein bestes Ergebnis erzielte er, als er bei der China Championship erneut das Halbfinale erreichte und in diesem gegen Mark Williams verlor.
Im Jahr 2022 befand sich Vafaei auf Weltranglistenplatz 18. In einem Interview vor der Snooker-WM in Sheffield forderte er Ronnie O’Sullivan wegen seines angeblich flegelhaften Verhaltens zum Rücktritt auf.

## Erfolge

### Finalteilnahmen
| Ausgang            | Jahr                                  | Turnier                            | Finalgegner   | Ergebnis |
| ------------------ | ------------------------------------- | ---------------------------------- | ------------- | -------- |
| Amateurturniere    |                                       |                                    |               |          |
| Zweiter            | 2011                                  | ACBS U21-Snookerasienmeisterschaft | Cao Yupeng    | 3:7      |
| Sieger             | 2011                                  | IBSF Snookerweltmeisterschaft      | Lee Walker    | 10:9     |
| Sieger             | 2012                                  | ACBS U21-Snookerasienmeisterschaft | Zhang Anda    | 6:2      |
| Sieger             | 2014                                  | IBSF U21-Snookerweltmeisterschaft  | Josh Boileau  | 8:3      |
| Zweiter            | 2017 – Snooker Einzel                 | Asian Indoor & Martial Arts Games  | Zhao Xintong  | 2:4      |
| Sieger             | 2017 – Snooker Team mit dem Team Iran | Asian Indoor & Martial Arts Games  | Katar         | 3:0      |
| Ranglistenturniere |                                       |                                    |               |          |
| Sieger             | 2022                                  | Snooker Shoot-Out                  | Mark Williams | 71:0     |

### Weitere Erfolge
Ranglistenturniere:
- Halbfinale: China Open (2017), Welsh Open (2019), China Championship (2019)
- Viertelfinale: Northern Ireland Open (2016), English Open (2017)
- Achtelfinale: Welsh Open (2017), Indian Open (2017), China Championship (2018), China Open (2019)

Andere Profiturniere:
- Viertelfinale: 6-Red World Championship (2014)
- Achtelfinale: 6-Red World Championship (2012)